# Infinity on High
Infinity on High – trzeci album w historii amerykańskiego kwartetu Fall Out Boy. Jego tytuł (dosł. "nieskończoność na górze") pochodzi od listu holenderskiego malarza, Vincenta van Gogha, adresowanego do jego brata, w którym padają te właśnie słowa.
Płyta zadebiutowała na 1 miejscu listy Billboard 200 (zestawiającej najchętniej kupowane albumy), osiągając wynik 260 tysięcy sprzedanych kopii w pierwszym tygodniu. Po krótkim czasie uzyskała status Platynowej Płyty w Stanach Zjednoczonych.
Blisko trzy tygodnie przed planowaną premierą, 19 stycznia, album niespodziewanie wyciekł do Internetu, w związku z czym zespół zamierzał nawet przyspieszyć oficjalną datę wydania płyty. Ostatecznie jednak do tego nie doszło. Grupa zareagowała więc na ten incydent w inny sposób, mianowicie w szybkim czasie nagrywając koncertowe EP, Leaked in London ("Wycieknięty w Londynie"). Album ten udostępniono drogą sieciową jedynie posiadaczom legalnych kopii Infinity on High.

## Lista utworów
1. "Thriller"[b] – 3:29
2. "The Take Over, the Breaks Over"[c] – 3:33
3. "This Ain't a Scene, It's an Arms Race" – 3:32
4. "I'm Like a Lawyer With the Way I'm Always Trying to Get You Off (Me + You)" – 3:31
5. "Hum Hallelujah" – 3:50
6. "Golden" – 2:32
7. "Thanks For the Memories" – 3:23
8. "Don't You Know Who I Think I Am?" – 2:52
9. "The (After) Life of the Party" – 3:21
10. "The Carpal Tunnel of Love" – 3:23
11. "Bang the Doldrums" – 3:31
12. "Fame < Infamy" – 3:19
13. "You're Crashing, But You're No Wave" – 3:42
14. "I've Got All This Ringing in My Ears and None on My Fingers" – 4:06

Utwory dodatkowe:
1. "G.I.N.A.S.F.S."[d] – 3:17
2. "It's Hard to Say 'I Do', When I Don't"[e] – 3:23

## Alternatywne tytuły
Niektóre utwory mają także swoje robocze tytuły, które zmieniono dopiero na niedługo przed wydaniem albumu:
- "Thriller" – "Car Crash Hearts"
- "The Take Over, the Breaks Over" – "Satisfaction"
- "This Ain't a Scene, It's an Arms Race" – "You Can't Spell Star Without A&R"
- "Golden" – "How Cruel"
- "The (After) Life of the Party" – "Stitch Away"
- "Bang the Doldrums" – "Yellow-Checkered Cars"
- "Fame < Infamy" – "Better With a Pen"
- "You're Crashing, But You're No Wave" – "Law & Order"
- "I've Got All This Ringing in My Ears and None on My Fingers" – "Truth Hurts Worse"

## Wykonawcy
- Patrick Stump – śpiew, gitara, kompozycja utworów
- Peter Wentz – gitara basowa, śpiew towarzyszący, autor tekstów
- Joe Trohman – gitara
- Andy Hurley – perkusja

Gościnnie wystąpili:
- Jay-Z – współpraca przy utworze "Thriller"
- Ryan Ross, Chad Gilbert – współpraca przy utworze "The Take Over, the Breaks Over" (gitara)
- Kenneth "Babyface" Edmonds – współpraca przy utworach "Thanks for The Memories" (mandolina) oraz "I'm Like a Lawyer With the Way I'm Always Trying to Get You Off (Me + You)" (organy)
- Butch Walker – współpraca przy utworze "You're Crashing, But You're No Wave" (śpiew towarzyszący)
- Sofia Toufa, Lindsey Blaufarb – współpraca przy utworach "This Ain't a Scene, It's an Arms Race", "Hum Hallelujah" oraz "Bang the Doldrums" (chór)